# Sant Antoni de Corbera de Baix
Sant Antoni de Corbera de Baix és una església de Corbera de Llobregat (Baix Llobregat) inclosa en l'Inventari del Patrimoni Arquitectònic de Catalunya.

## Descripció
És un temple modern de planta basilical, amb atri, naus i creuer. El cimbori i els finestrals són de vitralls formigonats de construcció moderna. El retaule és de ceràmiques envernissades d'autoria no comprovada.

## Història
La creació de la parròquia de Corbera de Baix data de començaments del s. XX. L'any 1910 es van fer els plànols de l'obra del temple.
El 1913 es lliurà la primera fase de l'obra i l'any 1947 estava enllestida. El 1963 s'inicià la tercera fase d'obres, sota la direcció de l'arquitecte M. Valls i Vergés, que s'acabaren el 1965.
L'altar major, presbiteri i retaule es completaren l'any 1971.
Fou primer rector mossèn Josep Llaverias, el 18 d'abril de 1949.